# 灰棘胸棘鯛
灰棘胸棘鯛輻鰭魚綱金眼鯛目燧鯛亞目燧鯛科的其中一種，分布於西澳大利亞海域，體長可達14.1公分，棲息在深水域，無經濟價值。

## 擴展閱讀
維基物種上的相關：灰棘胸棘鯛